# Губернський адміністративний устрій на території України
До кінця існування Російської імперії підросійська частина України поділялася на 12 губерній, 4 з яких лише частково розташовувалися на території України, 102 повіти та 1989 волостей.

## Українські губернії станом на1708рік
- Азовська губернія
- Київська губернія (Київ) — з 18 грудня 1708 року
- Крім того існували такі полки:
  - Полтавський полк (Полтава)
  - Сумський полк (Суми)
  - Чернігівський полк (Чернігів)

## Українські губернії станом на1796рік
- Волинська губернія (Новоград-Волинський)
- Київська губернія (Київ)
- Курська губернія (Курськ) — частково
- Мінська губернія (Мінськ) — частково
- Новоросійська губернія (Новоросійськ (Дніпро))
- Подільська губернія (Кам'янець-Подільський)
- Слобідсько-Українська губернія (Харків)
- Малоросійська губернія (Чернігів)

## Українські губернії станом на1802рік
- Волинська губернія (Житомир)
- Катеринославська губернія (Катеринослав)
- Київська губернія (Київ)
- Курська губернія (Курськ) — частково
- Мінська губернія (Мінськ) — частково
- Подільська губернія (Кам'янець-Подільський)
- Полтавська губернія (Полтава)
- Слобідсько-Українська губернія (Харків)
- Таврійська губернія (Сімферополь)
- Херсонська губернія (Херсон)
- Чернігівська губернія (Чернігів)

## Українські губернії станом на1835рік
- Волинська губернія (Житомир)
- Катеринославська губернія (Катеринослав)
- Київська губернія (Київ)
- Курська губернія (Курськ) — частково
- Мінська губернія (Мінськ) — частково
- Подільська губернія (Кам'янець-Подільський)
- Полтавська губернія (Полтава)
- Таврійська губернія (Сімферополь)
- Харківська губернія (Харків)
- Херсонська губернія (Херсон)
- Чернігівська губернія (Чернігів)

## Українські губернії станом на1897рік

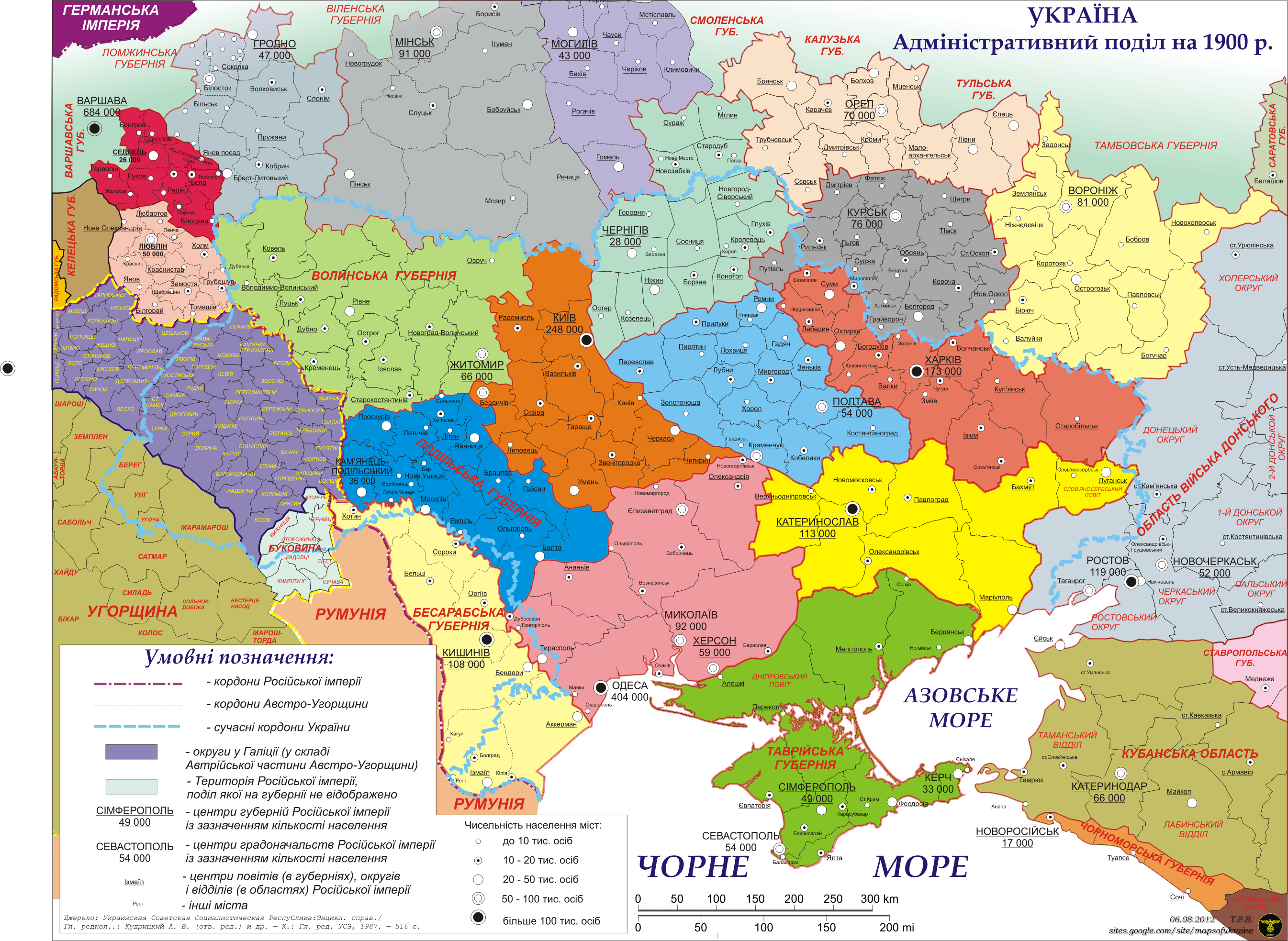
Адміністративний поділ українських земель на 1900 р.

| № п/п | Губернія                  | Площа (км²) | Населення 1897 | Центр                 | Склад                                           |
| 1     | Бессарабська губернія     |             | 817 053        | Кишинів               | 3 повіти                                        |
| 2     | Волинська губернія        |             | 2 989 482      | Житомир               | 12 повітів                                      |
| 3     | Подільська губернія       |             | 3 018 299      | Кам'янець-Подільський | 12 повітів                                      |
| 4     | Катеринославська губернія | 63 377      | 2 113 674      | Катеринослав          | 8 повітів                                       |
| 5     | Київська губернія         |             | 3 559 229      | Київ                  | 12 повітів                                      |
| 6     | Курська губернія          |             | 164 133        | Курськ                | 1 повіт                                         |
| 7     | Полтавська губернія       |             | 2 778 151      | Полтава               | 15 повітів                                      |
| 8     | Таврійська губернія       | 60 660      | 1 447 790      | Сімферополь           | 10 повітів                                      |
| 9     | Харківська губернія       | 54 496      | 2 492 316      | Харків                | 11 повітів                                      |
| 10    | Херсонська губернія       | 71 936      | 2 733 612      | Херсон                | 6 повітів                                       |
| 11    | Чернігівська губернія     | 52 396      | 1 662 541      | Чернігів              | 11 повітів                                      |
|       | Разом                     |             | 24 411 593     | Санкт-Петербург       | 102 повіти (1989 волостей) у складі 12 губерній |

Нотатки:

1. ↑     Крім перерахованих губерній на території сучасної України частково розташовувалися: Мінська губернія — незначна частина Пінського повіту, а території сходу сучасних Донецькій та Луганській області раніше розташовувалася в Області Війська Донського — західні частини Таганрозького та Донецького повітів.
2. ↑     Наведені дані лише про українську частину губернії, загальна кількість населення губернії — 1 935 412 чол.
3. ↑     Наведені дані лише про українську частину губернії — Путивльський повіт.
4. ↑     Наведені дані лише про українську частину губернії — без Стародубщини (4 повітів на території сучасних Росії та Білорусі). Загальна кількість населення губернії — 2 297 854 чол.

## Губернії України у 1917—1920 роках
- На території Бессарабської губернії 17 грудня 1917 року проголошено утворення Молдовської Демократичної Республіки
- Частина Волинської губернії 21 квітня 1920 року відійшла до Польської республіки
- Холмська губернія в лютому 1919 року анексована Польською республікою.

## Губернії Української СРР з1920року
1. Волинська губернія (Житомир)

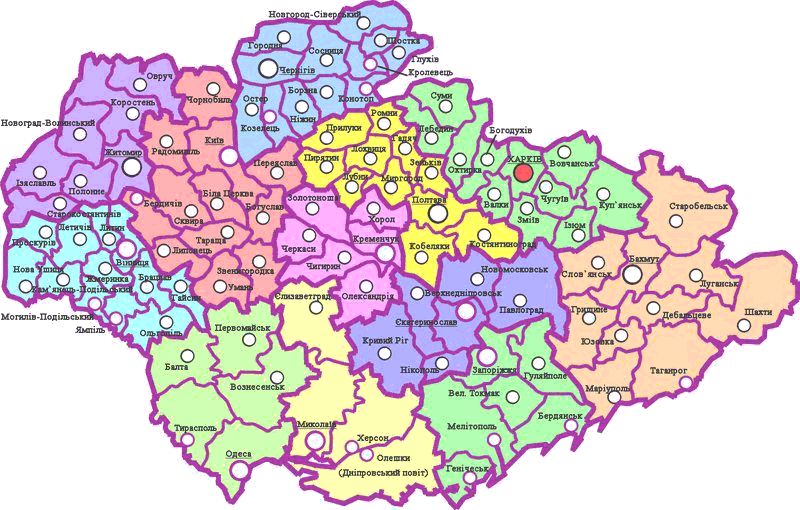
Повіти УСРР у 1921 році

Губернії УСРР перед їх скасуванням у червні 1925

Зміни губерній УСРР 1921—1925

2. Донецька губернія (Луганське, згодом Бахмут) — з 16 квітня 1920 року з частин Катеринославської, Харківської губерній та Області війська Донського.
3. Катеринославська губернія (Катеринослав)
4. Олександрівська губернія (з 23 березня 1921 року — Запорізька губернія) — з 30 липня 1920 року
5. Київська губернія (Київ)
6. Кременчуцька губернія (Кременчук) — з 15 серпня 1920
7. Миколаївська губернія (Миколаїв) — у грудні 1920 року перейменована з Херсонської губернії
8. Одеська губернія (Одеса) — з 16 квітня 1920 року від Херсонської губернії
9. Подільська губернія (Кам'янець-Подільський)
10. Полтавська губернія (Полтава)
11. Харківська губернія (Харків)
12. Чернігівська губернія (Чернігів)

## Губернії Української СРР з21 жовтня1922до 31 липня 1925
- Волинська губернія (Житомир)
- Донецька губернія (Бахмут)
- Катеринославська губернія (Катеринослав) — 21 жовтня 1922 до складу ввійшли Запорізька губернія та частина Кременчуцької губернії
- Київська губернія (Київ) — 21 жовтня — 1922 до складу ввійшла частина Кременчуцької губернії
- Одеська губернія (Одеса) — 21 жовтня 1922 до складу ввійшла Миколаївська губернія
- Подільська губернія (Кам'янець-Подільський)
- Полтавська губернія (Полтава) — 1922 до складу ввійшла частина Кременчуцької губернії
- Харківська губернія (Харків)
- Чернігівська губернія (Чернігів)

18 жовтня 1921 року з півостровної частини Таврійської губернії була створена Автономна Кримська Соціалістична Радянська Республіка у складі Російської СФРР.
1 серпня 1925 губернії ліквідовано.
Під час радянської влади губернська територіальна система поступово змінилася на обласну.